# الکساندر رو
الکساندر رو (روسی: Александр Роу؛ ۲۴ فوریهٔ ۱۹۰۶ – ۲۸ دسامبر ۱۹۷۳) کارگردان فیلم و فیلم‌نامه‌نویس اهل اتحاد جماهیر شوروی بود. پدر او «آرتور هاوارد رو» ایرلندی و مادرش «یولیا کاراجورجیا» یونانی بود.
از فیلم‌ها یا مجموعه‌های تلویزیونی که وی در آن‌ها نقش داشته است، می‌توان به جک فراست اشاره نمود.
وی همچنین برندهٔ جوایزی همچون نشان انقلاب اکتبر و هنرمند مردمی جمهوری شوروی فدراتیو سوسیالیستی روسیه شده‌است.